# ورزشگاه اسکونتو
ورزشگاه اسکونتو (لتونیایی: Skonto stadions) ورزشگاه فوتبال در ریگا، جمهوری لتونی است.
این ورزشگاه دارای ۹۵۰۰ صندلی می‌باشد و در سال ۲۰۰۰ تأسیس شده‌است. این ورزشگاه بزرگترین ورزشگاه جمهوری لتونی می‌باشد. همچنین این ورزشگاه میزبان بازی‌های تیم ملی فوتبال لتونی است.